# Sport Club Fortuna Köln 1984-1985
Questa voce raccoglie le informazioni riguardanti il Sport Club Fortuna Köln nelle competizioni ufficiali della stagione 1984-1985.

## Stagione
Nella stagione 1984-1985 il Fortuna Colonia, allenato da Hannes Linßen, concluse il campionato di 2. Bundesliga al 11º posto. In Coppa di Germania il Fortuna Colonia fu eliminato al secondo turno dal Hertha Berlino.

## Rosa
| N. |                        | Ruolo | Calciatore        |
| -- | ---------------------- | ----- | ----------------- |
|    | Germania (bandiera)    | P     | Frank Agaciak     |
|    | Germania (bandiera)    | P     | Dirk Heinen       |
|    | Germania (bandiera)    | P     | Robert Hemmerlein |
|    | Paesi Bassi (bandiera) | D     | Kees Bregman      |
|    | Germania (bandiera)    | D     | Thomas Esche      |
|    | Islanda (bandiera)     | D     | Janus Guðlaugsson |
|    | Germania (bandiera)    | D     | Günter Hutwelker  |
|    | Germania (bandiera)    | D     | Karl Richter      |
|    | Germania (bandiera)    | C     | Ralf Aussem       |
|    | Germania (bandiera)    | C     | Jürgen Baier      |
|    | Germania (bandiera)    | C     | Dieter Finkler    |

| N. |                     | Ruolo | Calciatore           |
| -- | ------------------- | ----- | -------------------- |
|    | Germania (bandiera) | C     | Hans-Jürgen Gede     |
|    | Germania (bandiera) | C     | Bernd Grabosch       |
|    | Germania (bandiera) | C     | Achim Kropp          |
|    | Germania (bandiera) | C     | Karl-Heinz Wirtz     |
|    | Germania (bandiera) | A     | Rudi Gores           |
|    | Germania (bandiera) | A     | Uwe Helmes           |
|    | Germania (bandiera) | A     | Eduard Kirschner     |
|    | Germania (bandiera) | A     | Dirk Kurtenbach      |
|    | Germania (bandiera) | A     | Dieter Lemke         |
|    | Germania (bandiera) | A     | Ralf Schlösser       |
|    | Germania (bandiera) | A     | Hermann-Josef Werres |

## Organigramma societario
Area tecnica
- Allenatore: Hannes Linßen
- Allenatore in seconda:
- Preparatore dei portieri:
- Preparatori atletici:

## Calciomercato

### Sessione estiva
| Acquisti | Acquisti     | Acquisti        | Acquisti |
| R.       | Nome         | da              | Modalità |
| -------- | ------------ | --------------- | -------- |
| C        | Ralf Aussem  | Hannover 96     |          |
| D        | Kees Bregman | Duisburg        |          |
| D        | Karl Richter | Rot-Weiss Essen |          |

| Cessioni | Cessioni             | Cessioni         | Cessioni |
| R.       | Nome                 | a                | Modalità |
| -------- | -------------------- | ---------------- | -------- |
| C        | Michael Kuntze       | Saarbrücken      |          |
| C        | Florian Hinterberger | Bayer Leverkusen |          |
| C        | Norbert Schmitz      | SG GFC Düren 99  |          |

### Sessione invernale
| Acquisti | Acquisti | Acquisti | Acquisti |
| R.       | Nome     | da       | Modalità |
| -------- | -------- | -------- | -------- |

| Cessioni | Cessioni | Cessioni | Cessioni |
| R.       | Nome     | a        | Modalità |
| -------- | -------- | -------- | -------- |

## Risultati

### 2. Bundesliga

#### Girone di andata
| Colonia 9 agosto 1984, ore 20:15 CEST 1ª giornata | Fortuna Colonia | 0 – 0 referto | Homburg | Südstadion (1 500 spett.)\| Arbitro: \| Schäfer \| |
| Arbitro:                                          | Schäfer         |               |         |                                                    |

| Arbitro: | Mierswa |

|          |           |                   |
| Kuhl 36’ | Marcatori | 75’ (rig.) Kuntze |

| Arbitro: | Reinstädtler |

|                    |           |  |
| Lemke 2’, 32’, 61’ | Marcatori |  |

| Arbitro: | Jupe |

|                      |           |            |
| Clute-Simon 51’, 72’ | Marcatori | 82’ Kuntze |

| Arbitro: | Brehm |

|                                       |           |                                                                         |
| Helmes 23’ Grabosch 32’ Kirschner 64’ | Marcatori | 24’ Hartmann 27’ Gue 34’ (aut.) Hemmerlein 77’ Schaub 83’ (rig.) Giesel |

| Arbitro: | Retzmann |

|                                                              |           |  |
| Güttler 7’, 21’, 53’ Dorfner 36’ Weyerich 71’ Lottermann 87’ | Marcatori |  |

| Colonia 22 settembre 1984, ore 15:00 CEST 7ª giornata | Fortuna Colonia | 0 – 0 referto | Duisburg | Südstadion (940 spett.)\| Arbitro: \| Huster \| |
| Arbitro:                                              | Huster          |               |          |                                                 |

| Arbitro: | Schmidhuber |

|           |           |                                             |
| Weber 36’ | Marcatori | 23’ Werres 56’ Kurtenbach 82’, 86’ Grabosch |

| Arbitro: | Eli |

|                            |           |          |
| Rohatsch 45’ Vorreiter 90’ | Marcatori | 10’ Gede |

| Arbitro: | Weber |

|                                        |           |  |
| Kropp 19’ Kurtenbach 40’, 53’ Gede 71’ | Marcatori |  |

| Arbitro: | Brückner |

|                                                                        |           |           |
| Jusufi 24’ Seel 36’, 71’ Demange 57’ Kruszyński 74’ Dickert 80’ (rig.) | Marcatori | 72’ Gores |

| Arbitro: | Roth |

|                          |           |              |
| Gores 80’ Kurtenbach 90’ | Marcatori | 28’ Franusch |

| Berlino 3 novembre 1984, ore 15:00 CET 13ª giornata | Blau-Weiß Berlin | 0 – 0 referto | Fortuna Colonia | Stadio Olimpico (1 200 spett.)\| Arbitro: \| Kasperowski \| |
| Arbitro:                                            | Kasperowski      |               |                 |                                                             |

| Arbitro: | Bodmer |

|                             |           |  |
| Gores 2’ (rig.), 63’ (rig.) | Marcatori |  |

| Arbitro: | Vasel |

|                                   |           |  |
| Burgsmüller 37’ (rig.) Jakobs 67’ | Marcatori |  |

| Arbitro: | Bruch |

|  |           |               |
|  | Marcatori | 18’ Delzepich |

| Arbitro: | Neuner |

|                                                      |           |                |
| Kügler 18’ Džoni 36’ (rig.) Steubing 50’ Allievi 68’ | Marcatori | 29’ Kurtenbach |

| Arbitro: | Schütte |

|                                   |           |                       |
| Helmes 1’ Gores 4’ Kurtenbach 14’ | Marcatori | 56’ Birner 59’ Kohnle |

| Arbitro: | Kasperowski |

|                                                          |           |          |
| Werres 7’ (aut.) Elm 45’ (rig.), 52’ (rig.) Diekmann 75’ | Marcatori | 62’ Gede |

#### Girone di ritorno
| Arbitro: | Föckler |

|                              |           |  |
| Tilk 4’ Freiler 31’ Lenz 40’ | Marcatori |  |

| Arbitro: | Weber |

|                                                       |           |                      |
| Grabosch 25’ (rig.) Helmes 28’ Kirschner 38’ Gede 75’ | Marcatori | 20’ Huxhorn 74’ Kuhl |

| Arbitro: | Amerell |

|                             |           |                |
| Cestonaro 54’ Deuerling 66’ | Marcatori | 27’ Kurtenbach |

| Arbitro: | Hontheim |

|             |           |  |
| Richter 77’ | Marcatori |  |

| Arbitro: | Boos |

|                                        |           |                            |
| Giesel 9’ (rig.) Gue 35’ Vjetrović 83’ | Marcatori | 6’ Grabosch 57’ Kurtenbach |

| Arbitro: | Waltert |

|                              |           |  |
| Kirschner 38’ Kurtenbach 61’ | Marcatori |  |

| Arbitro: | Mierswa |

|                                                                      |           |  |
| Abramczik 5’ Notthoff 24’ Steininger 26’ Struckmann 44’ Voßnacke 47’ | Marcatori |  |

| Colonia 16 marzo 1985, ore 15:00 CET 27ª giornata | Fortuna Colonia | 0 – 0 referto | Friburgo | Südstadion (500 spett.)\| Arbitro: \| Diekert \| |
| Arbitro:                                          | Diekert         |               |          |                                                  |

| Arbitro: | Gabor |

|                         |           |  |
| Grabosch 47’ Helmes 82’ | Marcatori |  |

| Arbitro: | Kasperowski |

|               |           |           |
| Olaidotter 7’ | Marcatori | 56’ Baier |

| Arbitro: | Vasel |

|                |           |                        |
| Kurtenbach 74’ | Marcatori | 17’ Blättel 47’ Jusufi |

| Arbitro: | Bruch |

|                |           |                                                   |
| Höfer 12’, 58’ | Marcatori | 13’ Kropp 18’ (rig.), 22’ Grabosch 47’ Kurtenbach |

| Arbitro: | Dellwing |

|             |           |  |
| Richter 45’ | Marcatori |  |

| Arbitro: | Brehm |

|               |           |                |
| Mackensen 24’ | Marcatori | 69’ Kurtenbach |

| Arbitro: | Weber |

|                                                  |           |            |
| Gede 46’ Grabosch 49’ Kurtenbach 81’ Bregman 84’ | Marcatori | 38’ Krella |

| Arbitro: | Heitmann |

|                     |           |  |
| Willkomm 72’ (rig.) | Marcatori |  |

| Arbitro: | Werner |

|                             |           |            |
| Kurtenbach 13’ Grabosch 16’ | Marcatori | 40’ Kügler |

| Arbitro: | Jupe |

|                                |           |                                                        |
| Kohnle 9’, 14’ Birner 38’, 63’ | Marcatori | 15’ Schlösser 23’ Kropp 60’ (rig.) Grabosch 72’ Aussem |

| Arbitro: | Schäfer |

|               |           |                |
| Kirschner 88’ | Marcatori | 56’, 90’ Hotić |

### Coppa di Germania
| Arbitro: | Theobald |

|                     |           |                    |
| Gores 80’ Baier 83’ | Marcatori | 32’, 73’ Abramczik |

| Arbitro: | Neuner |

|                                   |                      |                                    |
| Schacht 81’ Abramczik 110’        | Marcatori            | 79’, 117’ Gede                     |
| Abramczik Struckmann Dubski Pesic | Tiri di rigore 3 – 5 | Kuntze Grabosch Gede Gores Richter |

| Arbitro: | Zimmermann |

|                                                      |           |                                |
| Glöde 11’ Timme 66’ Ehrmantraut 99’ Clute-Simon 105’ | Marcatori | 24’, 106’ Kurtenbach 48’ Gores |

## Statistiche

### Statistiche di squadra
| Competizione      | Punti | In casa | In casa | In casa | In casa | In casa | In casa | In trasferta | In trasferta | In trasferta | In trasferta | In trasferta | In trasferta | Totale | Totale | Totale | Totale | Totale | Totale | DR  |
| Competizione      | Punti | G       | V       | N       | P       | Gf      | Gs      | G            | V            | N            | P            | Gf           | Gs           | G      | V      | N      | P      | Gf     | Gs     | DR  |
| ----------------- | ----- | ------- | ------- | ------- | ------- | ------- | ------- | ------------ | ------------ | ------------ | ------------ | ------------ | ------------ | ------ | ------ | ------ | ------ | ------ | ------ | --- |
| 2. Bundesliga     | 36    | 19      | 12      | 3       | 4       | 35      | 17      | 19           | 2            | 5            | 12           | 23           | 50           | 38     | 14     | 8      | 16     | 58     | 67     | -9  |
| Coppa di Germania | -     | 1       | 0       | 1       | 0       | 2       | 2       | 2            | 0            | 1            | 1            | 5            | 6            | 3      | 0      | 2      | 1      | 7      | 8      | -1  |
| Totale            | 36    | 20      | 12      | 4       | 4       | 37      | 19      | 21           | 2            | 6            | 13           | 28           | 56           | 41     | 14     | 10     | 17     | 65     | 75     | -10 |

### Andamento in campionato
| Giornata  | 1  | 2  | 3 | 4  | 5  | 6  | 7  | 8  | 9  | 10 | 11 | 12 | 13 | 14 | 15 | 16 | 17 | 18 | 19 | 20 | 21 | 22 | 23 | 24 | 25 | 26 | 27 | 28 | 29 | 30 | 31 | 32 | 33 | 34 | 35 | 36 | 37 | 38 |
| --------- | -- | -- | - | -- | -- | -- | -- | -- | -- | -- | -- | -- | -- | -- | -- | -- | -- | -- | -- | -- | -- | -- | -- | -- | -- | -- | -- | -- | -- | -- | -- | -- | -- | -- | -- | -- | -- | -- |
| Luogo     | C  | T  | C | T  | C  | T  | C  | T  | T  | C  | T  | C  | T  | C  | T  | C  | T  | C  | T  | T  | C  | T  | C  | T  | C  | T  | C  | C  | T  | C  | T  | C  | T  | C  | T  | C  | T  | C  |
| Risultato | N  | N  | V | P  | P  | P  | N  | V  | P  | V  | P  | V  | N  | V  | P  | P  | P  | V  | P  | P  | V  | P  | V  | P  | V  | P  | N  | V  | N  | P  | V  | V  | N  | V  | P  | V  | N  | P  |
| Posizione | 10 | 11 | 6 | 10 | 14 | 16 | 17 | 14 | 15 | 11 | 13 | 11 | 11 | 10 | 11 | 13 | 16 | 13 | 16 | 18 | 16 | 17 | 13 | 16 | 14 | 15 | 16 | 15 | 15 | 17 | 14 | 13 | 12 | 11 | 13 | 11 | 10 | 11 |

Legenda:

Luogo: C = Casa; T = Trasferta. Risultato: V = Vittoria; N = Pareggio; P = Sconfitta.

### Statistiche dei giocatori
| Giocatore      | 2. Bundesliga | 2. Bundesliga | 2. Bundesliga | 2. Bundesliga | Coppa di Germania | Coppa di Germania | Coppa di Germania | Coppa di Germania | Totale   | Totale | Totale      | Totale     |
| Giocatore      | Presenze      | Reti          | Ammonizioni   | Espulsioni    | Presenze          | Reti              | Ammonizioni       | Espulsioni        | Presenze | Reti   | Ammonizioni | Espulsioni |
| -------------- | ------------- | ------------- | ------------- | ------------- | ----------------- | ----------------- | ----------------- | ----------------- | -------- | ------ | ----------- | ---------- |
| F. Agaciak     | 4             | 0             | 0             | 1             | 1                 | 0                 | 0                 | 0                 | 5        | 0      | 0           | 1          |
| R. Aussem      | 17            | 1             | 5             | 0             | 0                 | 0                 | 0                 | 0                 | 17       | 1      | 5           | 0          |
| J. Baier       | 35            | 1             | 10            | 0             | 3                 | 1                 | 0                 | 0                 | 38       | 2      | 10          | 0          |
| K. Bregman     | 15            | 1             | 0             | 1             | 2                 | 0                 | 0                 | 0                 | 17       | 1      | 0           | 1          |
| T. Esche       | 24            | 0             | 6             | 0             | 2                 | 0                 | 0                 | 0                 | 26       | 0      | 6           | 0          |
| D. Finkler     | 1             | 0             | 0             | 0             | 0                 | 0                 | 0                 | 0                 | 1        | 0      | 0           | 0          |
| H. Gede        | 32            | 5             | 3             | 0             | 3                 | 2                 | 0                 | 0                 | 35       | 7      | 3           | 0          |
| R. Gores       | 23            | 5             | 2             | 1             | 3                 | 2                 | 1                 | 0                 | 26       | 7      | 3           | 1          |
| B. Grabosch    | 37            | 11            | 0             | 0             | 3                 | 0                 | 0                 | 0                 | 40       | 11     | 0           | 0          |
| J. Guðlaugsson | 25            | 0             | 2             | 0             | 1                 | 0                 | 0                 | 0                 | 26       | 0      | 2           | 0          |
| D. Heinen      | 3             | 0             | 0             | 0             | 0                 | 0                 | 0                 | 0                 | 3        | 0      | 0           | 0          |
| U. Helmes      | 28            | 4             | 1             | 0             | 2                 | 0                 | 1                 | 0                 | 30       | 4      | 2           | 0          |
| R. Hemmerlein  | 34            | 0             | 1             | 1             | 2                 | 0                 | 1                 | 0                 | 36       | 0      | 2           | 1          |
| G. Hutwelker   | 18            | 0             | 4             | 0             | 0                 | 0                 | 0                 | 0                 | 18       | 0      | 4           | 0          |
| E. Kirschner   | 33            | 4             | 4             | 0             | 2                 | 0                 | 0                 | 0                 | 35       | 4      | 4           | 0          |
| A. Kropp       | 26            | 3             | 3             | 0             | 2                 | 0                 | 1                 | 0                 | 28       | 3      | 4           | 0          |
| M. Kuntze      | 8             | 2             | 3             | 0             | 2                 | 0                 | 0                 | 0                 | 10       | 2      | 3           | 0          |
| D. Kurtenbach  | 36            | 14            | 1             | 0             | 3                 | 2                 | 1                 | 0                 | 39       | 16     | 2           | 0          |
| D. Lemke       | 10            | 3             | 2             | 0             | 1                 | 0                 | 0                 | 0                 | 11       | 3      | 2           | 0          |
| K. Richter     | 26            | 2             | 10            | 0             | 3                 | 0                 | 0                 | 0                 | 29       | 2      | 10          | 0          |
| R. Schlösser   | 11            | 1             | 1             | 0             | 0                 | 0                 | 0                 | 0                 | 11       | 1      | 1           | 0          |
| H. Werres      | 24            | 1             | 2             | 0             | 2                 | 0                 | 0                 | 0                 | 26       | 1      | 2           | 0          |
| K. Wirtz       | 3             | 0             | 0             | 0             | 0                 | 0                 | 0                 | 0                 | 3        | 0      | 0           | 0          |